# 超长距离骑行
超长距离骑行的定义比超极马拉松或超级铁人三项更加模糊。骑行距离超过100英里（160）的自行车比赛可以被认为是长距离骑行。由于百英里赛事相对常见，因此超长距离骑行用于更长的距离的比赛，例如任何超过200（120英里），300（190英里）甚至200英里（320）的骑行比赛。
超长距离比赛要求从起点到终点计时必须连续进行。一些自行车赛事虽然距离很长，但如果分为多个阶段进行，则不符合大多数超长距离比赛的定义。即便如此，较长比赛中的一些超长赛段可能本身已足够长，符合超长距离比赛的标准。此外，任何团队赛事中，如果骑行者不需要完成全程，也不能被视为超长距离比赛。
超长距离的自行车比赛根据比赛类型或形式分类如下。这并非此类比赛的完整列表，但每个类别中提到的比赛均为距离最长、最重要（以媒体关注度衡量）或最受欢迎（以参与人数衡量）的比赛。

## 场地自行车
在19世纪末自行车比赛的早期阶段，六日赛在室内自行车赛场上非常流行。只有最初的比赛形式符合这里定义的超长距离自行车赛，因为它纯粹测试个人骑手在六天时间内能骑行多远。然而，这种形式后来发生了变化，演变为两人团队接力的比赛模式。之后，比赛的连续性也被改变，只在每天的部分时间内进行比赛。

## 公路自行车

### 职业比赛
在职业公路自行车赛的早期，许多单日公路赛和巡回赛的赛段比今天的要长得多。法国波尔多-巴黎赛是最长的单日职业自行车赛，其线路长约560（350英里），在1891年至1988年间几乎每年都会举办。1988年以后，最长的单日职业自行车赛是葡萄牙的波尔图-里斯本赛，全程约330（210英里）。波尔图–里斯本赛最后一次举办是在2004年，此后意大利的米兰-圣雷莫赛成为最长的赛事，全长298（185英里）。
著名的多日职业比赛包括巴黎—布雷斯特—巴黎赛，全程1,200（750英里），在法国举办。从1891年到1951年，该比赛每10年举办一次，但此后转变为一项大众骑行活动。
自行车三大环赛曾经包含比现在长得多的赛段。环法历史上最长的单个赛段是在1919年的比赛中，全长482公里（300英里），当年15个赛段的每一个都超过300公里（190英里）。环意历史上最长的赛段出现在1914年，全长430公里（270英里），当年8个赛段中有5个超过400公里（250英里）。环西直到1935年才开始举办，首届比赛中便包含了其历史上最长的赛段，长达310公里（190英里）。在现代的三大环赛中，超过200公里（120英里）的赛段越来越罕见，国际自行车联盟对分站赛中单个赛段的最长距离限制为240公里。 

### 有支援型超长距离自行车比赛
目前，已经没有任何与国际自行车联盟（UCI）相关联的超长距离自行车比赛（即超过300（190英里））。大多数现代超长距离比赛隶属于世界超长距离自行车协会（WUCA）。其中最知名的比赛无疑是跨美洲自行车赛（Race Across America，RAAM），这是一场不间断的横跨美国的比赛，通常全程超过4,800（3,000英里））。  
在这种比赛形式中，自行车手单独比赛（不允许尾随骑行和组队骑行），但每个自行车手至少有一辆支援车辆和一支后勤团队。这种特定形式的比赛通常被称为“超级自行车赛（ultracycling）”，因此将所有超长距离自行车赛都称为超级自行车赛是不准确的。许多超级自行车比赛都包括以接力赛形式进行的团队比赛，因此不一定符合此处使用的超长距离自行车比赛的标准。
其他超长距离骑行比赛还包括：跨欧洲自行车赛（Race Across Europe，RACE），全程4,722（2,934英里）；Glocknerman，据称是欧洲最古老的超长距离骑行比赛，这是一项奥地利的赛事，全程1,000（620英里），首次举办于1997年；阿尔卑斯跨越赛（Race Across The Alps），虽然全程仅540（340英里），但其爬升高度超过13,000（43,000英尺），由于极端的地形和攀爬难度，主办方宣称这是“世界上最艰难的单日赛事”。 
首届跨俄罗斯自行车赛（Race Across Russia）于2013年举行，是一场不间断的团队接力比赛，总距离约为9,200（5,700英里），从莫斯科到符拉迪沃斯托克。到了2015年，这项比赛更名为红牛跨西伯利亚极限赛（Red Bull Trans-Siberian Extreme），新增了个人参赛类别，并将赛道分为15个独立赛段，每个赛段的距离在300（190英里）到1,400（870英里）之间。 

### 公路计时赛
12小时和24小时公路自行车计时赛已有悠久历史，并且至今仍然很常见。在这些比赛中，骑手尝试在规定的时间内骑行尽可能远的距离。当前的24小时世界纪录是由一辆流线型自行车（Velomobile）创造的，总距离超过1,200（750英里）。在普通公路自行车上，当前纪录由克里斯托夫·施特拉瑟（Christoph Strasser）于2021年7月16日在奥地利采尔特韦格创造，总距离为1,026.21（637.66英里）。
一些超长距离计时赛在永久性赛车赛道上举行，例如 Bike Sebring（美国锡布灵国际赛道）、Rad am Ring（德国纽博格林赛道）、蒙扎12小时自行车马拉松（意大利蒙扎国家赛车场）、赞德沃特24小时自行车赛（荷兰赞德沃特赛道）、24小时双环自行车节（西班牙巴塞罗那-加泰罗尼亚赛道）以及Revolve24耐力骑行挑战赛（英国布兰兹哈奇赛道和澳大利亚本德赛车公园）。这些赛道没有任何道路交通干扰，并且拥有平坦光滑的路面，为骑手提供了理想的比赛环境。

### 无支援型超级自行车公路赛
近年来，一些比赛重新唤起了职业自行车赛早期的风格，那时骑手没有任何支持，需要日夜不停地骑行。与其他超长距离赛事一样，这些比赛通常以大规模出发的形式开始，但比赛中不允许尾随骑行，且严禁任何形式的外部支持。骑手必须自行在沿途的商业场所中获取所有补给、住宿等资源，或者提前携带。大多数比赛允许来自陌生人的鼓励和帮助，只要这些帮助不影响到骑行活动。
这类比赛中最受欢迎的比赛之一是跨大陆赛（Transcontinental Race），全程约4,000（2,500英里），横跨欧洲，其灵感来自美国的越野赛事分界线赛（Tour Divide）。其他的例子包括跨美国单车赛（Trans Am Bike Race），全程6,800（4,200英里），横跨美国；印加分界赛（IncaDivide），1,800（1,100英里），比赛路线跨越海拔4,920（16,140英尺）的秘鲁安第斯山脉，是BikingMan系列赛事的一部分。BikingMan是一个超长距离自行车旅行比赛系列，首次于2019年举办，赛事地点包括阿曼、法国、老挝、秘鲁、葡萄牙和台湾，每场比赛的标准距离为1,000（620英里）。
在欧洲，Transiberica赛、三峰自行车赛（Three Peaks Bike Race）、环爱尔兰赛（Race Around Ireland）和环波兰赛（Race Around Poland）都是重要的自由路线无支持赛事。这些比赛均始于2018年，覆盖的距离从1500公里到3000公里不等。
在东南亚，印度尼西亚的 Bentang Jawa、Race Across Java、Lintang Flores 和 JavaBali 都是极具挑战性的超长距离赛事。在马来西亚，半岛分界线赛（Peninsular Divide）提供了一项全地形类别，赛程总长1500公里，其中93%为铺装道路，7%为未铺装道路，总爬升高度在14000至18000米之间。
无支持骑行有时以完全单人的形式在组织性赛事之外进行，但仍然广为人知。这类骑行通常采用点对点的形式（例如从一个城市到另一个城市），其中一个例子是VegasIn24，参与者需要从洛杉矶骑行至拉斯维加斯，全程365英里（约587公里）。

### Randonneuring
Randonneuring巡游骑行活动（亦称Brevets或Audaxes）通常是非竞赛性质的骑行活动，比赛并非终点，它们更多地被视为个人挑战。它们与大多数超长距离自行车比赛和自行车背包旅行比赛不同，通常允许进行集体骑行和跟车，但有一定限制。组织者通常在中途检查点提供补给品和住宿，但在检查点之外不允许使用支援车辆。这种活动更注重骑行者的耐力、自主性以及团队协作精神。
这类活动中最著名的是法国的巴黎-布雷斯特-巴黎（Paris-Brest-Paris），其中超过5,000人尝试在90小时内完成长达1,200公里（750英里）的路线。世界各地有许多类似的比赛，距离介于1,000公里（620英里）到1,600公里（990英里）之间，包括英国的伦敦-爱丁堡-伦敦（London–Edinburgh–London）和美国的喀斯喀特1200（Cascade 1200）。此外，还有许多更短距离的Randonneuring巡游骑行，通常为200公里（120英里）、300公里（190英里）或600公里（370英里）。

### 大众自行车赛
大众自行车赛（也称为Gran Fondo）是一种大众参与的自行车活动。它们比纯自行车比赛要轻松得多，但会记录时间，并经常颁发奖品给最快的人。组织者通常会提供完整的支持，包括标记路线和设置补给站。
意大利的米兰-圣雷莫大众赛被其组织者誉为“世界上最长的大众自行车赛”，路线几乎与职业比赛米兰-圣雷莫赛的路线相同，全长296公里（184英里）。 还有一些更长的类似活动。波尔多-巴黎（Bordeaux–Paris）曾是一项职业比赛，直到1988年停止举办，并于2014年以大众赛形式回归，赛道长度约为610公里（380英里）。挪威的特隆赫姆-奥斯陆赛（Styrkeprøven Trondheim–Oslo）是一项长达543公里（337英里）的赛事。环勃朗峰赛（Tour du Mont Blanc）长达330公里（210英里），穿越法国、瑞士和意大利的山地地带。瑞士的Wysam 333，全长333公里（207英里）。西班牙的马洛卡312（Mallorca 312）在马略卡岛举行，全程312公里（194英里），环绕整座岛屿。英国威尔士的龙骑威尔士（Dragon Ride Wales）全长305公里（190英里）。瑞典的韦特恩湖骑行赛（Vätternrundan），全程315公里（196英里），围绕瑞典韦特恩湖。
新西兰拥有陶波湖骑行挑战赛（Lake Taupo Cycle Challenge）。标准的大众自行车赛选项包括绕陶波湖一圈，全长160公里（99英里），也可以在一天内完成两圈，达到320公里（200英里）。或者可以提前一天出发，完成四圈，总计640公里（400英里），这更像是一项Randonneuring巡游骑行赛事。每隔两年还有一项8圈选项，全长1,280公里（800英里），但需要配备支援车辆。

### 百英里骑行
在美国，有组织的百英里（160公里）骑行活动很常见，其形式介于大众自行车赛和Randonneuring巡游骑行之间。还有许多有组织的双百英里（320公里）骑行活动，其中较受欢迎的之一是西雅图到波特兰自行车经典赛（Seattle to Portland Bicycle Classic）。洛杉矶自行车俱乐部大巡游（Los Angeles Wheelmen Grand Tour）提供了300英里（480公里）和400英里（640公里）的选项。

### 其他公路自行车记录
有一些经典的长距离骑行路线，即使骑手通常不会同时比赛，仍会记录时间。其中包括英国的Land's End to John o' Groats，全程约1400公里（870英里），骑手需要从英格兰最西南端的兰兹角骑行到苏格兰最东北端的约翰奥格罗茨。非洲的开罗到开普敦（Cairo to Cape Town），从埃及的开罗延伸至南非的开普敦，全长约11,000公里（6,800英里）。环游世界骑行纪录（Around the World Cycling Record）是此类挑战中最长的，要求骑手骑行29,000公里（18,000英里）以上，并满足其他条件（如总距离需连续计算、横跨多大洲等）。2018年，苏格兰耐力自行车手詹妮·格雷厄姆（Jenny Graham）在124天10小时50分钟内完成了一次无支援的全球环球自行车骑行，成为最快完成这一壮举的女性骑手。

## 砾石路骑行
在公路自行车比赛的早期，大多数道路都没有铺砌，因此大多数自行车比赛主要在未铺砌的泥土或碎石路上举行。随着时间的推移，由于道路基础设施不断改善，现在的公路自行车比赛几乎完全在铺装道路上进行。然而，到了21世纪，在砾石路上的骑行比赛变得越来越流行。
自行车科技被认为是砾石路骑行流行的最大推动力。因为技术的进步，设计师能够将多种自行车类型的关键特性融入到一辆自行车中。例如，砾石自行车的车架设计以山地车的宽松几何结构为基础，但它比山地车更轻、更快且更灵敏。同时，砾石自行车还结合了公路自行车和越野自行车（Cyclocross）的一些特点，以提升长距离骑行的舒适性，并提供足够的轮胎间隙，适应恶劣天气条件下的骑行需求。
碎石自行车的文化也是其日益流行的另一个原因。砾石路赛事很少需要教练和自行车技师团队。因为赛道容易受到天气变化的影响，很难进行有针对的训练和准备。砾石骑行者通常专注于完成比赛而不是在比赛期间保持速度。由于比赛节奏相对轻松，砾石骑行者在赛道上更容易彼此交流和支持。砾石比赛通常营造一种轻松和有趣的氛围，这是公路自行车赛和山地车赛中不常见的特点。
现代砾石自行车比赛中最长且最著名的比赛之一是Unbound Gravel，该比赛在美国堪萨斯州恩波里亚附近的弗林特山（Flint Hills）地区举行，赛程为200英里（320公里）。2018年，新增设了名为DKXL的350英里（560公里）赛事。 在英国，Dirty Reiver是一项著名的越野骑行挑战赛，赛程为200公里（120英里），在英格兰的赫克瑟姆举办。
Unbound Gravel是砾石骑行近年来迅速发展的一个绝佳例子。例如，2006年只有34名骑手参加了200英里赛程。而到了2019年6月，有2750名通过抽签获得参赛资格的骑手参加了200英里的比赛。此外，赛事主办方不得不引入其他里程的选项，也表明砾石骑行的核心在于探索与冒险的精神。

## 山地骑行
与公路骑行类似，最受欢迎的超长距离山地自行车赛事之一是12小时和24小时计时赛，这类比赛在世界各地都有举办。此外，还有许多山地自行车比赛的赛程为100英里（160公里）。但超过100英里（160公里）的山地自行车比赛较少，这是因为在典型的山地骑行地形上，骑行的平均速度远低于公路骑行的速度。
“24小时山地自行车比赛”是自行车旅行这一形式的起源，其特点是骑手完全自给自足。最著名和最受欢迎的越野自行车旅行赛事之一是Tour Divide，全程4,418（2,745英里），从加拿大出发，穿越美国的落基山脉，最终到达墨西哥边境。
在阿拉斯加举办的艾迪塔罗德邀请赛（Iditarod Trail Invitational）是一项冬季极限耐力比赛，这项比赛沿着著名的艾迪塔罗德狗拉雪橇赛道进行，全程1,000英里（1,600），骑手需要使用雪地自行车（Fat Bike）。 在欧洲，最受欢迎的越野自行车旅行赛事是Tuscany Trail，赛程覆盖意大利中部，长达530（330英里）。 意大利还举办了另一项赛事：Italy Divide，从罗马斗兽场出发，终点为加尔达湖，途中经过锡耶纳、佛罗伦萨和博洛尼亚。这项赛事结合了技术性强的山地赛段与砾石赛段。
在中亚，丝绸之路山地赛（the Silk Road Mountain Race）在吉尔吉斯斯坦举行，赛程长达1,700公里 (1,056英里），位于天山山脉。  
泰坦沙漠赛（Titan Desert）在摩洛哥举行，是为期六天的分段赛，总距离超过600（370英里） 。
在澳大利亚，Race to the Rock是一项无支援越野赛事，穿越澳大利亚内陆地区。比赛的路线和长度每年都会有所不同，但通常以乌鲁鲁为终点。2018年的比赛全程为3500公里（2175英里），途经南澳大利亚部分地区以及塔斯马尼亚。

## 爬坡（Everesting）
与尝试在一次骑行中最大化骑行距离不同，有些人尝试在一次骑行中最大化爬升高度。Everesting是一项爬坡挑战，要求骑手在同一座山坡上反复骑行上下，直到累计爬升高度达到珠穆朗玛峰的高度：8,848（29,029英尺）。此外，还有一些关于特定时间内最大爬升高度的纪录，例如在24小时内完成的最大爬升高度。
在新冠疫情最严重的时候，世界巡回赛被迫停摆，无聊的职业自行车手们纷纷出门寻找爬坡路段，Everesting活动因此引起了公众的广泛关注。 